# Setzungsfließen
Setzungsfließen ist ein Phänomen, das bei locker gelagerten Böden wie zum Beispiel Sand in Böschungen von Kippen und Abraumhalden auftreten kann, wenn Grundwasser ansteigt und sich der Boden allmählich mit Wasser vollsaugt. Der Boden wird dabei erweicht und bekommt eine breiartige Konsistenz, da die Adhäsion der Bodenteilchen untereinander durch statischen Auftrieb und das wie Gleitmittel wirkende Wasser stark verringert wird.

## Entstehung
Solche Böden können bereits bei kleinen Auslösern zu fließen beginnen. Dabei besteht die Gefahr, dass sich riesige Erdmassen schlagartig verflüssigen und mit hoher Geschwindigkeit abrutschen. Dies kann ohne äußere Einflüsse allein durch das Eigengewicht des Bodens ausgelöst werden.
Für die Entstehung des Setzungsfließens sind drei Kriterien wesentlich:
- Lagerungsdichte
- Kornform und -verteilung
- Wassergehalt

Da von diesen Faktoren nur die Lagerungsdichte mit sinnvollem Aufwand geändert werden kann, können in den gefährdeten Böschungsbereichen Maßnahmen der Bodenverdichtung durchgeführt werden.
Beim Setzungsfließen droht Lebensgefahr durch Verschüttung. Rutscht die Böschung in einen See, können größere Flutwellen ausgelöst werden.
Setzungsfließen kann auch im Bergbau auftreten, wenn alte Tagebaue aufgegeben werden. Durch den steigenden Grundwasserspiegel oder aktives Fluten des Restlochs kann ein Setzungsfließen ausgelöst werden.
Der nötige Grundwasseranstieg ist hier die Folge der Einstellung der Grundwasserhebung oder aktiver Flutung des Restloches. Das Problem ist unter anderem in den ehemaligen Tagebauen des Lausitzer Seenlands verbreitet, aber keineswegs auf diese Region beschränkt.

## Gegenmaßnahmen
Um die Gefahr eines Setzungsfließens zu verringern, werden die Böschungsränder bei der bergbaulichen Sanierung abgeflacht. Alternativ kann der Boden verdichtet werden. Das ist zum Beispiel mit Rüttelverdichtung, aber auch mit Sprengladungen möglich.
Als gutes Mittel zur Sicherung gegen Setzungsfließen haben sich „versteckte Dämme“ bewährt. Diese Stützkörper werden an gefährdeten Böschungen parallel zum Ufer durch Verdichten mittels Rütteln oder Sprengungen im Untergrund hergestellt, ohne dass sie in der Landschaft sichtbar sind. Sie können 50 bis 150 m breit sein.

## Mögliche Vorfälle
- Die Katastrophe von Aberfan wird mit Setzungsfließen erklärt.
- Nach dem Hangrutsch 2009 in Nachterstedt, bei dem Teile des Ortes in den Concordiasee rutschten, wurde Setzungsfließen als Ursache diskutiert, aber nicht bestätigt.